# 24-cm-Haubitze 39
Die 24-cm-Haubitze 39 war eine tschechoslowakische Haubitze, die im Auftrag der türkischen Streitkräfte entwickelt und produziert wurde. Nach Beginn des Zweiten Weltkriegs übernahm die Wehrmacht das Geschütz.

## Geschichte
Der tschechische Rüstungshersteller Skoda entwickelte dieses Geschütz Ende der 1930er Jahre aufgrund eines Auftrages des türkischen Heeres. Von diesem, vom Hersteller als 24 cm houfnice vz.39 bezeichneten Geschütz, wurden im Jahre 1939 zwei an die Türkei ausgeliefert. Nach der Besetzung Böhmens und Mährens durch das Deutsche Reich übernahm die Wehrmacht den Auftrag. Bis 1942 wurden weitere 16 ausgeliefert.

## Aufbau und Funktionsweise
Die 24-cm-Haubitze 39 ist eine Haubitze mit einem Marschgewicht von 42.900 kg. Sie konnte in drei Lasten zerlegt und im motorisierten Zug auf der Straße transportiert werden. Das 6,756 m lange Rohr im Kaliber 24 cm konnte 166 kg schwere Sprenggranaten abfeuern. Die Geschosse, gefüllt mit 23,66 kg TNT, hatten eine Höchstschussweite von 18.150 m. Die Feuerfolge betrug 1 Schuss in 2 Minuten.

## 24-cm-Haubitze 39/40
Die Bezeichnung 39/40 bezeichnet kein anderes Geschütz, sondern weist nur auf eine überarbeitete Version hin, bei der Teile für die Fertigung vereinfacht wurden.

## Einsatz
Am 4. Juli 1943 existierten beim Heer die Artillerie-Abteilungen I./814 und II./814. Jede Abteilung hatte zwei Batterien mit je zwei H 39 und eine Batterie mit je drei H 39/40.